# 최태원 (야구인)
최태원(崔泰元, 1970년 8월 19일 ~ )은 전 KBO 리그 SK 와이번스의 내야수로, 현 경희대 야구부 감독이다.

## 선수 시절

### 아마추어 시절
서울 성남고 때부터 경희대 체육대학 시절까지 국가대표 2루수로 활동하며 연고 팀 OB 베어스의 1차 지명 대상으로 거론됐다. 하지만 OB 베어스는 건국대 출신의 내야수 추성건을 지명했고, 그는 당시 꼴찌 팀이었던 쌍방울 레이더스의 2차 1순위로 지명을 받았다.

### 쌍방울 레이더스시절
신인 때만 해도 롯데 자이언츠에서 트레이드로 영입한 2루수 송태일에 밀려 주로 우익수로 활동했으나 송태일이 이적 2년 째인 1995년 슬럼프에 빠지자 그는 특유의 날카로운 타격을 앞세워 1995년 최다 안타상을 수상하며 주전 2루수로 활동했다.
1996년에 김성근이 감독으로 부임하며 6년 만의 플레이오프 진출을 위한 대대적인 선수단 개편에 들어갔고, 그는 이 때부터 붙박이 2루수로 활약했다. 팀은 2년 연속 플레이오프에 진출했고, 1997년 12월 11일 2루수 부문 골든 글러브를 수상했다.
하지만 그는 1997년 겨울부터 시련을 맞이했다. 팀이 IMF의 한파를 이기지 못하고 재정난을 겪었고, 모기업 쌍방울이 법정 관리를 신청하며 김현욱, 조규제, 박경완, 박성기, 김실 등이 현금 트레이드로 이적했다. 팀의 4번 타자였던 외야수 심성보는 당뇨병으로 인한 체력 저하로 장타력을 상실해 그는 타선에서 고립무원의 처지가 됐다. 타 구단 투수들은 그를 타깃으로 빈볼, 고의 사구 작전을 펼쳤고 그는 힘겹게 연속 경기 출장 기록을 이어갔다. 김원형, 오상민, 장재중 등과 팀이 해체될 때까지 함께 했다.

### SK 와이번스시절
우여곡절 끝에 쌍방울 레이더스가 해체한 후 선수단은 SK그룹에 인계돼 새로 창단했고, 연고지를 인천으로 옮겼다. 그는 2000년에 팀의 초대 주장을 맡았다. 그러나 이미 30대 초반에 접어든 그는 빈볼 후유증을 겪으며 2001년에 규정 타석을 채우지 못한 채 시즌을 마감했고, 한국프로야구선수협회에 주도적으로 참여한 탓에 프런트의 안 좋은 시선을 받았다.
이로 인해 2002년 시즌을 앞두고 삼성 라이온즈에서 현금 트레이드로 영입한 2루수 정경배에 밀려 벤치 멤버로 전락했고, 끈질기게 이어오던 연속 경기 출장 기록도 당시 초대 감독이었던 강병철에 의해 2002년 9월 10일 두산전에 결장하며 기록을 마감했다.
2003년 쌍방울 시절의 은사인 조범현이 감독으로 부임하자 재기를 위해 노력했으나 끝내 주전 자리를 탈환하지 못하며 33경기 출장에 그쳤고, 시즌 종료 전에 은퇴를 선언했다. 2003년 10월 5일 삼성 라이온즈과의 준 플레이오프 2차전을 마지막으로 선수 생활을 마감했다.

## 야구선수 은퇴 후
은퇴 후 SK 와이번스의 주루코치로 코치 생활을 시작했고, SK의 2007년 한국시리즈 우승에 기여했다. 2007년 시즌 중 KIA 타이거즈에 배터리코치로 영입됐던 조범현이 서정환의 후임으로 KIA 타이거즈의 감독에 선임되자, KIA 타이거즈의 작전코치로 자리를 옮겼다. KIA 타이거즈로 옮겨 팀 모기업이 기아자동차로 바뀐 이래 첫 통합 우승인 2009년 한국시리즈 우승에 기여했다.
하지만 2011년 KIA 타이거즈가 준 플레이오프에서 SK 와이번스에 1승 3패로 밀려 플레이오프 진출이 좌절되자 조범현이 감독직에서 경질되면서 조범현 사단이 해체됨과 동시에 선동열이 새로 감독에 부임하자, 쌍방울 시절 선배였던 김기태의 부름을 받아 LG 트윈스로 이적했다.
이후에는 한화 이글스와 kt 위즈에서 코치를 맡았고, 2019년부터 삼성 라이온즈로 자리를 옮겼다. 허삼영이 감독을 맡은 2020년부터 수석코치로 승격됐으며, 허삼영이 팀 역사상 최다 연패인 13연패를 기록한 후 성적 부진으로 2022년 8월 1일에 사퇴하자 감독 대행에 오른 박진만 2군 감독과 자리를 맞바꿔 2군 감독 대행으로 자리를 옮겨서 잔여 시즌을 치른 후 삼성과 재계약하지 않았다.
삼성과 결별한 후 2023년 4월부터 모교인 경희대학교 야구부 감독으로 선임됐다. 2024년에는 동년 9월 항저우에서 열리는 제5회 세계야구선수권대회에 참가할 U-23 야구 국가대표팀 감독으로 선임됐다.

## 별명
- 1995년 4월 16일 해태와의 경기에서 대타로 출전 후 2002년 9월 8일 현대전까지 기록적인 1014경기(2022년에 1009경기로 정정)[7] 연속 출장 기록을 세웠고, '철인'이라는 별명을 얻었다.

## 출신 학교
- 서울미성초등학교 (졸)
- 성남중학교 (졸)
- 성남고등학교 (졸)
- 경희대학교 (중퇴)

## 통산 기록
| 연 도           | 소 속           | 나 이           | 출 장 | 타 석 | 타 수 | 득 점 | 안 타 | 2 루 타 | 3 루 타 | 홈 런 | 타 점 | 도 루 | 도 실 | 볼 넷 | 삼 진 | 타 율 | 출 루 율 | 장 타 율 | O P S | 루 타 | 병 살 타 | 몸 맞 | 희 타 | 희 플 | 고 4 |
| --------------- | --------------- | --------------- | ----- | ----- | ----- | ----- | ----- | ------- | ------- | ----- | ----- | ----- | ----- | ----- | ----- | ----- | -------- | -------- | ----- | ----- | -------- | ----- | ----- | ----- | ---- |
| 1993            | 쌍방울          | 24              | 111   | 431   | 377   | 51    | 99    | 12      | 2       | 1     | 23    | 13    | 7     | 36    | 48    | .263  | .342     | .313     | .655  | 118   | 4        | 10    | 7     | 1     | 0    |
| 1994            | 쌍방울          | 25              | 118   | 446   | 383   | 52    | 95    | 13      | 2       | 1     | 27    | 31    | 12    | 40    | 46    | .248  | .339     | .300     | .640  | 115   | 5        | 13    | 9     | 0     | 0    |
| 1995            | 쌍방울          | 26              | 125   | 548   | 496   | 68    | 147   | 20      | 1       | 1     | 30    | 29    | 14    | 29    | 37    | .296  | .342     | .347     | .689  | 172   | 3        | 8     | 10    | 5     | 0    |
| 1996            | 쌍방울          | 27              | 126   | 523   | 449   | 57    | 116   | 22      | 3       | 1     | 40    | 5     | 6     | 32    | 53    | .258  | .323     | .327     | .651  | 147   | 6        | 13    | 20    | 4     | 1    |
| 1997            | 쌍방울          | 28              | 126   | 558   | 477   | 68    | 146   | 30      | 1       | 2     | 39    | 3     | 9     | 51    | 49    | .306  | .379     | .386     | .765  | 184   | 4        | 6     | 21    | 2     | 0    |
| 1998            | 쌍방울          | 29              | 126   | 537   | 469   | 65    | 135   | 22      | 3       | 4     | 39    | 9     | 5     | 42    | 42    | .288  | .350     | .373     | .723  | 175   | 9        | 4     | 20    | 2     | 0    |
| 1999            | 쌍방울          | 30              | 132   | 563   | 486   | 60    | 116   | 19      | 0       | 2     | 40    | 12    | 6     | 54    | 60    | .239  | .318     | .290     | .608  | 141   | 5        | 6     | 9     | 7     | 0    |
| 2000            | SK              | 31              | 133   | 568   | 492   | 71    | 129   | 15      | 0       | 5     | 50    | 9     | 4     | 56    | 55    | .262  | .348     | .323     | .671  | 159   | 9        | 10    | 7     | 3     | 1    |
| 2001            | SK              | 32              | 133   | 382   | 318   | 40    | 77    | 14      | 0       | 5     | 31    | 13    | 5     | 38    | 36    | .242  | .332     | .333     | .665  | 106   | 5        | 6     | 17    | 3     | 0    |
| 2002            | SK              | 33              | 121   | 300   | 260   | 28    | 68    | 7       | 2       | 2     | 22    | 6     | 3     | 19    | 40    | .262  | .331     | .327     | .658  | 85    | 1        | 9     | 10    | 2     | 0    |
| 2003            | SK              | 34              | 33    | 28    | 24    | 5     | 5     | 2       | 0       | 0     | 3     | 0     | 1     | 1     | 2     | .208  | .269     | .292     | .561  | 7     | 0        | 1     | 2     | 0     | 0    |
| KBO 통산 : 11년 | KBO 통산 : 11년 | KBO 통산 : 11년 | 1284  | 4884  | 4231  | 565   | 1133  | 176     | 14      | 24    | 344   | 130   | 72    | 398   | 468   | .268  | .341     | .333     | .674  | 1409  | 51       | 86    | 132   | 29    | 2    |

- 시즌 기록 중 굵은 글씨는 해당 시즌 최고 기록

## 주요 기록
- 진한 바탕은 한국 프로 야구 최초 기록임

| 기록              | 날짜       | 소속   | 구장 | 상대팀 | 상대 투수 | 경기 결과 | 경기수 | 달성 당시 나이 | 기타                                                   | 각주  |
| ----------------- | ---------- | ------ | ---- | ------ | --------- | --------- | ------ | -------------- | ------------------------------------------------------ | ----- |
| 623경기 연속 출장 | 1999.9.18  | 쌍방울 | 대구 | 삼성   |           | 3 - 5 패  |        |                | 1995.4.16. 해태 타이거즈 전부터 종전 : 김형석, 622경기 | [ 8 ] |
| 700경기           | 2000.6. 18 |        |      |        |           |           |        |                |                                                        |       |

## 같이 보기
- 2000년 선수협 파동 사건